# Habla de Luna
El habla de Luna es una variedad lingüística de la lengua leonesa que se da en la comarca de Luna, en la provincia de León, España. 
El habla que aún se mantiene en mayor o menos medida en esta comarca leonesa, es la misma que podemos encontrar en comarcas hermanas como: Alto Sil, Laciana y Omaña, así como en concejos asturianos limítrofes con ellas. Forman parte del área dialectal del Leonés occidental, llamándose pachuezo.
Desde el punto de vista fónico, uno de los rasgos más significativos es la realización del fonema /ʎ/ como [ʈʂ], fenómeno conocido como che vaqueira, lo cual es típico en las zonas donde se habla pachuezo.
- Datos: Q5890942